# Panik (gruppo musicale)
I Panik sono un gruppo musicale rap metal tedesco formatosi ad Amburgo nel 2002, attualmente duo formato dall'MC Timo Sonnenschein e dal chitarrista David Bonk.

## Storia del gruppo
La band è frutto soprattutto della forte amicizia che lega il chitarrista David Bonk e il rapper/MC Timo Sonnenschein, sono stati questi due componenti infatti a dar vita al gruppo grazie alla passione per la musica fin da bambini.
I membri della band, tutti originari di Neumünster a parte Franky Ziegler (voce), hanno dichiarato che sono "mossi" dalla rabbia e che possono esprimere correttamente tutte le loro emozioni soltanto nella loro lingua materna, ovvero il tedesco e non sono interessati a cantare in Inglese solo per raggiungere più pubblico o vendere di più.
La band si è esibita nella sua prima performance live il 2 marzo 2007 a The Dome a Mannheim. I Panik, ancora con il nome "Nevada Tan" si sono esibiti al primo grande Open Air dell'estate 2007, il concerto Schau nicht weg! (Don't look away!), organizzato da BRAVO e VIVA contro la violenza nelle scuole. La band è sulla buona strada per diventare un successo internazionale: hanno avuto dei concerti in Francia, Repubblica Ceca, Russia e Svizzera (presto anche in Bielorussia). La band tedesca sta comunque avendo successo in Italia grazie all'uscita di due singoli, Revolution e Vorbei. Per poter promuovere questi singoli sono stati ospiti durante l'estate 2008 di Community (un programma in onda su All Music) e successivamente di Total Request Live durante la loro tappa a Firenze.
Inizialmente il gruppo (ancora sotto il nome di Panik) era formato da Jan], David e Timo. Successivamente incontrarono anche Linke (bassista) e Juri (batterista), entrambi originari della città degli altri 3 componenti, Neumünster. Il gruppo però necessitava di un cantante che doveva completare i Nevada Tan: un anno dopo Franky di Heidelberg si iscrisse su un avviso d'internet dei cinque ragazzi e la decisione fu allora presa.
“Ho saputo dall'inizio che potevamo creare insieme qualcosa che ancora non c'era stato finora sotto questa forma” dice Franky e Timo spiega: “Non volevamo accontentarci delle frontiere, soltanto perché un elemento mancava. Musicalmente era chiaro dove quello doveva esserci. Con Franky, abbiamo trovato un tipo realmente giusto. Abbiamo immediatamente avuto la sensazione: Ora, possiamo cominciare„.
Lo sviluppo e l'amalgamazione del gruppo incisivo caratterizzava il loro suono ed il loro lavoro sulle canzoni: “Precisamente perché siamo sei, si pensa al primo sguardo che ci siano molte opinioni e quindi ci siano molte discussioni. Ma abbiamo trovato i nostri cammini per accelerare il processo creativo e per fare tuttavia partecipare ciascuno al lavoro sulle canzoni”, dice David.
E gli altri completano: “Abbiamo utilizzato Internet per idee di canzoni o idee di testi. Allora, ciascuno poteva vedere tutto del gruppo e lavorarvi più profondamente senza che ciò causasse una discussione”.
Quando i Nevada Tan ebbero finito di comporre una scelta di canzoni, entrarono per due mesi nello studio e lavorarono intensamente sulla scorrevolezza del loro suono: “Viviamo per la nostra musica. Allora, tutto il resto è secondario. Mentre i nostri amici usufruivano fuori dell'estate, siamo appena usciti dallo studio e dormiamo in sacchi a pelo” racconta David sul lavoro del loro primo l'album. Nessun compromesso e del 100% loro stessi, i Nevada Tan hanno già un primo scopo in vista: “Un Echo Award (il più grande premio della musica tedesca) è il grande sogno di noi tutti. Il padre di Timo ne ha guadagnato uno con il suo gruppo “Illegal 2001”. Lo abbiamo preso in prestito e lo abbiamo messo nello studio, per ricordare che potrebbe diventare la ricompensa, se lavoriamo a fondo”.
A Gennaio 2008, a causa di problemi con il team di produzione, i Nevada Tan hanno rinunciato al loro nome e sono ritornati alle origini, con il vecchio nome Panik.

## La fine e il nuovo inizio
L'11 novembre è stato annunciato sul sito ufficiale della band, che il tour di dicembre 2009 sarebbe stato l'ultimo dei Panik: il gruppo non ha più le forze necessarie per continuare il progetto musicale soprattutto a causa dello stress e dei problemi legati all'industria musicali a cui i ragazzi sono legati;oltretutto, ad aggravare la situazione è stato il successo mediocre del loro ultimo album. La maggior parte dei componenti ha preferito abbandonare il gruppo, tranne Timo e David, i due amici da sempre e i fondatori della band, che hanno tranquillizzato i fan dicendo che continueranno a creare musica e ad impegnarsi fino in fondo come hanno sempre fatto. Il 24 dicembre è stato pubblicato sul sito ufficiale dei Panik il video di una nuova canzone,"Es Ist Zeit",a cui hanno lavorato David e Timo e che segna l'inizio dei "Nuovi Panik".Attualmente David ha detto che non hanno ancora provedduto a cercare nuovi membri, ma si vedrà in futuro:intanto i due continueranno a comporre musica per i loro fans, mentre non si sa che direzione lavorativa prenderanno gli altri ex membri. Un anno dopo, lo stesso giorno T:mo e David pubblicano sul sito della band un video dove mostra rapper e chitarrista cantare "Grau", uno dei primi singoli dei Panik e "Kinder (Is Est Nicht Krank ?) tratta dal loro ultimo album "PANIK" e inoltre pubblicano, sempre sul sito della band, un link da cui scaricare il nuovo singolo "Der Wegwaise Part 2"(la seconda parte della canzone "Wegweiser").

## Formazione
Attuale
| Nome                     | Strumento                     | Data di nascita    |
| ------------------------ | ----------------------------- | ------------------ |
| Timo "T:mo" Sonnenschein | Rapper                        | 20 settembre, 1987 |
| David Lauden Bonk        | Chitarra/Piano in studio/Voce | 6 febbraio, 1988   |

Ex componenti
| Nome                   | Strumento | Data di nascita   |
| ---------------------- | --------- | ----------------- |
| Frank "Franky" Ziegler | Voce      | 28 aprile, 1987   |
| Christian Linke        | Basso     | 11 marzo, 1987    |
| Jan Werner             | DJ        | 1º marzo, 1988    |
| Juri Ibo Kaya Schewe   | Batteria  | 24 novembre, 1986 |

## Discografia

### Album in studio
- 2007 -  Niemand hört dich
- 2009 -  Panik

### Singoli

#### Sotto il nome Nevada Tan
- Revolution - 30 marzo 2007
- Vorbei - 8 giugno 2007
- Neustart - 24 agosto 2007
- Ein Neuer Tag - 5 ottobre 2007
- Alles Endet Hier
- Warum?

#### Sotto il nome Panik
- Was würdest du tun? - 22 febbraio 2008
- Wegweiser
- Jeder - 2009
- Lass mich fallen - 2009
- Es ist Zeit - 2009
- Der wegwaise Part 2 - 2010